# Чуклите
„Чуклите“ са причудливи скални образувания в каньона на река Ръчене между селата Камено поле (община Роман) и Реселец (община Червен бряг). Обявени са за природна забележителност със Заповед № 1427 от 13 май 1974 г. (ДВ, бр. 44/1974), с площ 1 хектар.
Образувани са сред варовиците на Мездренската и Кайлъшката свита. По поречието на малката река, на надморска височина около 300 м, са се оформили няколко групи „чукли“. Каньонът със скалните пирамиди, вдълбан сред околното равно поле, не се забелязва отдалеч.
Каньонът е достъпен само за пешеходци, в сухо време.